# Uacife de Xirvão
Uacife de Xirvão (Wasif al-Shirvani) foi um oficial abássida do século X, nomeado como emir do Azerbaijão após o assassinato de Abu Almuçafir Alfaite (r. 928), o último emir sájida a governar independentemente a província. Quase nada se sabe sobre ele, exceto que teria permanecido no poder provavelmente durante apenas alguns meses, sendo substituído no ano seguinte por Mufli Alçaji, gulam do falecido Iúçufe ibne Abi Alçaje (r. 901-918; 921-928), tio de Abu Almuçafir Alfaite.